# Aeroportul Hayfields
Aeroportul Hayfields (IATA: HYF) este un aeroport din East Sepik Province⁠(d), Momase Region⁠(d), Papua Noua Guinee.
aeroportul dispune de o singură pistă.